# Brookesia tristis
Brookesia tristis Glaw, Köhler, Townsend & Vences, 2012 è una specie di camaleonte, endemico della zona di Montagne des Français, Madagascar. È considerato una specie a rischio a causa del declino del suo habitat. Il nome della specie deriva dalla parola francese triste (triste), in modo da indurre una riflessione riguardo alla distruzione degli habitat delle specie micro-endemiche del Madagascar. B. tristis è stato rinvenuto per la prima volta in una porzione isolata di foresta vicino ad una città in espansione nel 2012 da un team di ricerca guidato dal Dr. Frank Glaw, dello Zoologische Staatsammlung München.